# Agrippa (filosofo)
Agrippa (in greco antico: Ἀγρίππας?, Agrìppas; fl. I secolo) è stato un filosofo greco antico, aderente alla corrente dello scetticismo e vissuto verosimilmente intorno alla seconda metà del I secolo.

## Datazione
Della sua vita non ci è noto praticamente nulla. Dalle fonti disponibili (Sesto Empirico e Diogene Laerzio) può inferirsi una collocazione temporale di poco posteriore a Enesidemo. 
Malgrado la scarsità delle notizie sul suo conto, siamo informati da Diogene Laerzio  sul fatto che Agrippa ebbe dei discepoli e che godé di una certa fama, giacché Apelle, un filosofo scettico, scrisse un'opera che portava il suo nome, nella quale veniva illustrato il suo pensiero. Allo stato attuale delle conoscenze, non sappiamo dove Agrippa insegnò, se ad Alessandria, dove era la scuola di Enesidemo, o altrove. Pare, in ogni caso, che non fu un maestro, poiché Diogene Laerzio non dice alcunché al riguardo. La fonte sestiana, invece, non riporta mai il nome di Agrippa, neppure quando cita i cinque tropi da questi introdotti nella speculazione scettica.

## L'opera filosofica
Nulla della sua opera ci è pervenuto. Ciononostante, ad Agrippa Diogene Laerzio e Sesto Empirico attribuiscono l'enunciazione dei celebri cinque tropi che andavano ad aggiungersi ai dieci elencati da Enesidemo. Si trattava del tentativo di enucleare e classificare quei percorsi confutativi (modi) attraverso i quali la tradizione filosofica scettica giungeva alla sospensione del giudizio (la cosiddetta epoché scettica). I tropi di Agrippa furono sviluppati per avere maggiori argomenti da adoperare contro i filosofi dogmatici. 

## I cinque tropi
I tropi di Agrippa sono:
- la difformità di opinione
- il regresso all'infinito
- la relatività delle rappresentazioni
- l'ipotesi
- il diallele o petizione di principio

## Spiegazione dei tropi
I 5 tropi di Agrippa vogliono portare alla "Sospensione del giudizio" (epoché).
I tropo: Le opinioni, spesso, hanno distanze irriducibili, e potremmo trovarci nella situazione per cui ciò che Io credo vero, potrebbe non esserlo.
II tropo: Ogni proposizione rimanda ad un'altra proposizione che la giustifica, ma che deve essere a sua volta giustificata.
III tropo: Tutte le nostre esperienze sono relative, in quanto il soggetto è sempre diverso. Ogni esperienza è legata al particolare ed unico rapporto del soggetto con il mondo.
Esempio
1- X appare M nella condizione C.
2- X appare M1 nella condizione C1.
3- Non esiste un criterio per preferire C a C1.
Quindi, non possiamo dire se X=M o se X=M1.
IV tropo: Nel mondo antico, l'ipotesi, è una proposizione non verificata. Le nostre conoscenze si fondano su ipotesi; per quanto un'ipotesi possa sembrare sensata, coerente, non sarà mai del tutto dimostrata. Anche se lo sviluppo dell'ipotesi non porta alla nascita di contraddizioni, rivelandosi coerente, non vuol dire che essa sia "vera".
V tropo: Il criterio di verità o di falsità si basa su di un sistema di credenze del tutto soggettivo, che è difficile da mettere in questione.
Ai cinque tropi, Sesto Empirico aggiunge un'argomentazione integrativa volta a dimostrare come ogni ricerca filosofica sia riducibile ad uno dei tropi sopra indicati. Infatti, ciò che un filosofo propone o è sensibile o intelligibile. In entrambi i casi, vi è discordanza, poiché alcuni affermano che sono vere solo le cose sensibili, altri solo quelle intelligibili, altri ancora le une e le altre. Ora, se si ammette che tale disaccordo non può essere risolto si riconosce, ipso facto, la necessità di sospendere il giudizio. Se, al contrario, si ritiene che si possa risolvere, si finirà in uno dei tropi: poiché, dovendo giustificare l'assunzione di un oggetto sensibile, si dovrà far ricorso o ad un altro sensibile, il quale pure necessiterà di un'ulteriore prova, la quale, se anch'essa sarà sensibile, ne abbisognerà di un'altra ancora, e così via all'infinito (secondo tropo: regressum ad infinitum); o ad un intelligibile, il quale, di nuovo, necessiterà di un'ulteriore prova, che se sarà intellegibile porterà ancora al secondo tropo, altrimenti al quinto (diallelo: come prova di un sensibile si è assunto un intelligibile e per provare quest'ultimo un sensibile). Per evitare tutto questo, si dovrà assumere qualcosa senza dimostrarlo, ma così facendo si cadrà nel quarto tropo (ipotetico).